# Hübender
Hübender im Oberbergischen Kreis ist eine von 51 Ortschaften der Stadt Wiehl im Regierungsbezirk Köln in Nordrhein-Westfalen (Deutschland).

## Lage und Beschreibung
Der Ort liegt zwischen den Orten Wiehl im Norden und Bierenbachtal im Süden und ist in Luftlinie rund 2 km südlich vom Stadtzentrum von Wiehl entfernt. Die benachbarte Ortschaft ist Pfaffenberg. Hübender liegt südlich der Bundesautobahn 4.

## Geschichte
1575 wird der Ort erstmals in der Karte von A. Mercator urkundlich erwähnt.
Die Schreibweise der Erstnennung war Am Hoefener.
Hübender liegt an der Brüderstraße, einem uralten Höhenweg mit Zollstation. (Die heutige Bezeichnung „Römerstraße“ ist irreführend; denn für die Anwesenheit der Römer im Oberbergischen gibt es keine Anhaltspunkte).
Im Futterhaferzettel der Herrschaft Homburg von 1580 werden Uff dem Heuffender 3 Wittgensteinische Untertanen als abgabepflichtig genannt. Seit dem vorigen Jahrhundert hatte Hübender Bedeutung als „Sommerfrische“ für Städter erlangt.

## Vereinswesen
- Ortsgemeinschaft Wiehl-Hübender